# Leuchtturm-Preis
Der Leuchtturm für besondere publizistische Leistungen (Leuchtturm-Preis) ist eine Auszeichnung des Verbandes Netzwerk Recherche e. V. in Hamburg. Er wird seit 2002 einmal jährlich für besondere Leistungen im Bereich des investigativen Journalismus vergeben.

## Preisträger
- 2002: Christoph Lütgert, NDR-Chefreporter, für seine TV-Dokumentation über das Lipobay-Desaster.
- 2003: Jürgen Dahlkamp, Redakteur des Spiegel, wurde für seine Reportage über den Tod des Asylbewerbers Aamir Ageeb und den mit diesem Fall verbundenen Justizskandal ausgezeichnet.
- 2004: Volker Lilienthal, Redakteur des Fachmagazins epd medien, erhielt den Preis wegen seiner nachhaltigen Recherchen zur Offenlegung von Schleichwerbung im öffentlich-rechtlichen Fernsehen.
- 2005: Für ihren WDR-Beitrag Milliarden-Monopoly – Die verschwiegenen Geschäfte der Oppenheim-Esch-Holding über den Korruptionsskandal rund um den Bau der Kölner Messehallen wurden die Autoren Ingolf Gritschneder und Georg Wellmann mit dem Leuchtturm-Preis ausgezeichnet. Erstmals wurde auch ein Sonderpreis vergeben, der an das Watchblog Bildblog von Stefan Niggemeier und Christoph Schultheis ging.
- 2006: Der Sportjournalist Hans-Joachim Seppelt wurde für seine Recherchen zum Thema Doping in der ARD ausgezeichnet. Die Redaktion von Hintergrund Politik im Deutschlandfunk (DLF) erhielt den Preis für „kontinuierlichen kritischen, hintergründigen Journalismus.“
- 2007: Für ihre „ausdauernden und intensiven Recherchen im Bereich Rechtsextremismus“ wurden Andrea Röpke, Anton Maegerle und Thomas Kuban mit dem Leuchtturm-Preis ausgezeichnet.
- 2008: Der Journalist Peter Merseburger erhielt den Preis für seine 2007 erschienene Biografie über Rudolf Augstein und für sein journalistisches Lebenswerk. Die Laudatio hielt Hans Leyendecker von der Süddeutschen Zeitung.[1]
- 2009: Das Reporterpool von NDR Info erhielt den Leuchtturm für seine bemerkenswerten Rechercheleistungen. Die Laudatio hielt Georg Mascolo, Chefredakteur des Spiegel.
- 2010: Für ihre aufklärenden Analysen zu Stuttgart 21 werden Heiner Geißler, Andreas Zielcke (Süddeutsche Zeitung) und Arno Luik (Stern) ausgezeichnet.
- 2011: Für ihre Berichterstattung in der Guttenberg-Affäre wird die Frankfurter Allgemeine Zeitung / Frankfurter Allgemeine Sonntagszeitung mit dem Leuchtturm für besondere publizistische Leistungen ausgezeichnet.
- 2012: Für ihre herausragenden Leistungen im Lokaljournalismus werden René Wappler (Spremberger Rundschau) und Wolfgang Kaes (Bonner General-Anzeiger) mit dem Leuchtturm für besondere publizistische Leistungen ausgezeichnet.
- 2013: Der Journalist Michael Obert und der Fotograf Moises Saman erhalten den Preis für eine im Magazin der Süddeutschen Zeitung erschienene Reportage über von Beduinenstämmen betriebene Foltercamps auf der Sinai-Halbinsel. Ein Sonderpreis geht an den freien Journalisten Jochen Wagner, der nach langjähriger Tätigkeit für den Bonner General-Anzeiger diesen auf angemessene Vergütung hierfür verklagt hat.
- 2014: Bastian Obermayer und Uwe Ritzer von der Süddeutschen Zeitung für ihre Recherchen über die Manipulationen bei der Vergabe des Autopreises „Gelber Engel“ und weitere Missstände beim ADAC.
- 2015: Ulrich Chaussy für seine Recherche zum Oktoberfest-Attentat.
- 2016: Can Dündar „für seine mutigen Recherchen für seine Zeitung sowie für seinen Kampf für die Pressefreiheit in der Türkei“. Die Laudatio hielt Martin Schulz, Präsident des Europäischen Parlaments.
- 2017: Armin Wolf „für seine klare Haltung, seine Kompetenz und seinen permanenten Dialog in den sozialen Medien“.
- 2018: Jana Simon, Annabel Wahba und Christian Fuchs stellvertretend für das Recherche-Team von Die Zeit für ihre Enthüllungen im Fall Dieter Wedel, die die deutsche #MeToo-Debatte ausgelöst haben.
- 2019: Juan Moreno für die Aufdeckung der Fälschungen von Claas Relotius
- 2020: Andrea Röpke, Julian Feldmann und Anton Maegerle für langjährige Recherchen im rechten Milieu; Sonderpreis für das Science Media Center (SMC)
- 2022: Ginzel Arndt für seine Berichterstattung aus der Ukraine während des russischen Angriffskriegs.
- 2023: Niloofar Hamedi und Elaheh Mohammadi für ihre Berichterstattung zum Tod von Jina Mahsa Amini.
- 2024: Correctiv für ihre Recherche Geheimplan gegen Deutschland.
- 2025: Robert Pausch für seine Recherche, die die Hintergründe des Bruch der Ampelkoalition in Deutschland 2024 aufdeckte.